# بيلاش بيرجمان
بيلاش بيرجمان (بالمجرية: Bergmann Balázs)‏ هو لاعب كرة قدم مجري، ولد في 18 يونيو 1986 في فاك في المجر. لعب مع نادي أويبست.